# Championnats du monde de roller de vitesse 2015
Navigation
Édition précédente Édition suivante
Les championnats du monde de roller course 2015, ont lieu du 13 au 22 novembre 2015 à Kaohsiung, à Taïwan.

## Podiums

### Femmes
| Épreuves            | Or                                                    | Argent                                                   | Bronze                                               |
| Piste               | Piste                                                 | Piste                                                    | Piste                                                |
| ------------------- | ----------------------------------------------------- | -------------------------------------------------------- | ---------------------------------------------------- |
| 300 m               | Shin So-yeong                                         | Stephanie Hurtado                                        | Jercy Puello                                         |
| 500 m sprint        | Jercy Puello                                          | Shin So-yeong                                            | Yang Ho-chen                                         |
| 1 000 m sprint      | Sandrine Tas                                          | Lim Jin-seon                                             | Mareike Thum                                         |
| 10 000 m à point    | Woo Hyo-sook                                          | Yu Ga-ram                                                | Yang Ho-chen                                         |
| 15 000 m            | Fabiana Arias                                         | Woo Hyo-sook                                             | Yu Ga-ram                                            |
| 5 000 m par équipe  | Taïwan Yanh Ho-chen Kuo Chia-pei Li Meng-chu          | Colombie Johana Viveros Fabiana Arias Paola Segura       | Allemagne Mareike Thum Laethisia Schimek Sabine Berg |
| Route               |                                                       |                                                          |                                                      |
| 100 m               | Maria Jose Moya                                       | Erin Jackson                                             | Giulia Bongiorno                                     |
| 1 tour              | Hellen Montoya                                        | Jercy Puello                                             | Victoria Rodriguez Lopez                             |
| 10 000 m à points   | Yu Ga-ram                                             | Clémence Halbout                                         | Liu Yi-hsuan                                         |
| 20 000 m            | Johana Viveros                                        | Yang Ho-chen                                             | Fabiana Arias                                        |
| 5 000 m par équipes | Colombie Stephanie Hurtado Fabiana Arias Paola Segura | Allemagne Katharina Rumpus Laethisia Schimek Sabine Berg | Corée du Sud Shin So-yeong An Yi-seul Lee Seul       |
| Longue distance     |                                                       |                                                          |                                                      |
| 42 195 m            | Sandrine Tas                                          | Yang Ho-chen                                             | Liu Yi-hsuan                                         |

### Hommes
| Épreuves            | Or                                                      | Argent                                               | Bronze                                                 |
| ------------------- | ------------------------------------------------------- | ---------------------------------------------------- | ------------------------------------------------------ |
| 300 m               | Andrés Jiménez                                          | Juan Perez                                           | Lee Myung-kyu                                          |
| 500 m sprint        | Edwin Estrada                                           | Jhoan Guzman                                         | Andrés Jiménez                                         |
| 1 000 m sprint      | Andrés Jiménez                                          | Andrea Agudelo                                       | Alexis Contin                                          |
| 10 000 m à point    | Alexis Contin                                           | Stefano Mareschi                                     | Choi Gwang-ho                                          |
| 15 000 m            | Alexis Contin                                           | Riccardo Bugari                                      | Ewen Fernandez                                         |
| 5 000 m par équipe  | Corée du Sud Seung-Gi Hong Myung-Kyu Lee Choi Gwang-ho  | France Ewen Fernandez Alexis Contin Elton de Souza   | Venezuela Jhoan Guzman Julio Mirena Gerardo Galviz     |
| Route               |                                                         |                                                      |                                                        |
| 100 m               | Juan Perez                                              | Jhoan Guzman                                         | Ioseba Fernandez                                       |
| 1 tour              | Edwin Estrada                                           | Gwendal Le Pivert                                    | Albrecht Simon                                         |
| 10 000 m à points   | Jorge Bolanos                                           | Ewen Fernandez                                       | Riccardo Bugari                                        |
| 20 000 m            | Juan Sanz                                               | Ewen Fernandez                                       | Jorge Bolanos                                          |
| 5 000 m par équipes | France Ewen Fernandez Gwendal Le Pivert Darren de Souza | Colombie Andrés Jiménez Andrea Agudelo Daniel Zapata | Corée du Sud Seung Gi Hong Myung Kyu Lee Young Woo Lee |
| Longue distance     |                                                         |                                                      |                                                        |
| 42 195 m            | Ewen Fernandez                                          | Julio Mirena                                         | Elton de Souza                                         |

## Tableau des médailles
- Pays organisateur

| Rang  | Nation       | Or | Argent | Bronze | Total |
| ----- | ------------ | -- | ------ | ------ | ----- |
| 1     | Colombie     | 11 | 3      | 6      | 20    |
| 2     | France       | 4  | 5      | 3      | 12    |
| 3     | Corée du Sud | 4  | 5      | 5      | 13    |
| 4     | Belgique     | 2  | 0      | 0      | 2     |
| 5     | Taïwan       | 1  | 2      | 4      | 7     |
| 6     | Équateur     | 1  | 0      | 1      | 2     |
| 7     | Chili        | 1  | 0      | 0      | 0     |
| 8     | Venezuela    | 0  | 3      | 1      | 4     |
| 9     | Italie       | 0  | 2      | 2      | 4     |
| 10    | Allemagne    | 0  | 1      | 3      | 4     |
| 11    | États-Unis   | 0  | 1      | 0      | 1     |
| 12    | Argentine    | 0  | 0      | 1      | 1     |
| 12    | Espagne      | 0  | 0      | 1      | 1     |
| Total | Total        | 24 | 24     | 24     | 72    |